# Concha Piquer
Concepción Piquer López, detta Concha Piquer o Conchita Piquer (Valencia, 8 dicembre 1908 – Madrid, 11 dicembre 1990), è stata una cantante e attrice spagnola, una delle figure più rilevanti della copla.
Interpretò vari pezzi chiave della canzone spagnola, quasi tutte opere di Valverde o di Quintero, León y Quiroga, come Ojos verdes, Tatuaje, Y sin embargo te quiero, e molte altre.

## Biografia
All'età di 11 anni fece il suo debutto al teatro Segueros di Valencia. Studiò canto con il maestro Laguna. Recitò nel Grao di Gandía e nei teatri valenciani Apolo e Kursaal. Fu scoperta dal maestro Manuel Penella, che preparava la prima della sua opera El gato che sarebbe andata in scena a New York. Il 13 settembre 1922, durante una pausa di quello spettacolo, interpretò la canzone El florero di Penella.
Visse cinque anni negli Stati Uniti, cantando a Broadway e in molti teatri. Nel 1927, partecipò al primo film sonoro, Il cantante di jazz. Ritornò quindi in Spagna, dove recitò al teatro Romea di Madrid e al Coliseum di Barcellona.
Andò quindi Parigi per girare il film "El negro que tenía el alma blanca di Benito Perojo. Continuò l'attività cinematografica con La bodega (1930, Benito Perojo), Yo canto para ti (1935, Fernando Roldán), La Dolores (1940, Florián Rey), Filigrana (1949, Luis Marquina) e Me casé con una estrella (1955).
Nel 1933 si sposò con il torero Antonio Márquez. Conobbe il poeta e letterato Rafael de León e insieme con Antonio Quintero e il maestro Manuel López-Quiroga Miquel, crearono una serie di spettacoli dove presentarono canzoni che divennero ben presto popolari, come  la ballata La parrala.
Altre sue celebri canzoni furono Tatuaje, Cinco Farolas, Ojos verdes, No te mires en el río, Los piconeros, La Lirio, Romance de la reina Mercedes, A la lima y al limón, Antonio Vargas Heredia, Cárcel de oro, La niña de la estación, No me quieras tanto, Yo soy esa, Y sin embargo te quiero.
Morì a Madrid nel 1990.